# Henry Kissinger
Henry Alfred Kissinger, ursprungligen Heinz Alfred Kissinger, född 27 maj 1923 i Fürth i Bayern i Tyskland, död 29 november 2023 i Kent, Connecticut, var en amerikansk diplomat, statsvetare och republikansk politisk ämbetsman. 
Kissinger var nationell säkerhetsrådgivare från 1969 till 1975, under två år överlappande med befattningen som USA:s utrikesminister från 1973 till 1977. Han tilldelades Nobels fredspris 1973.

## Biografi

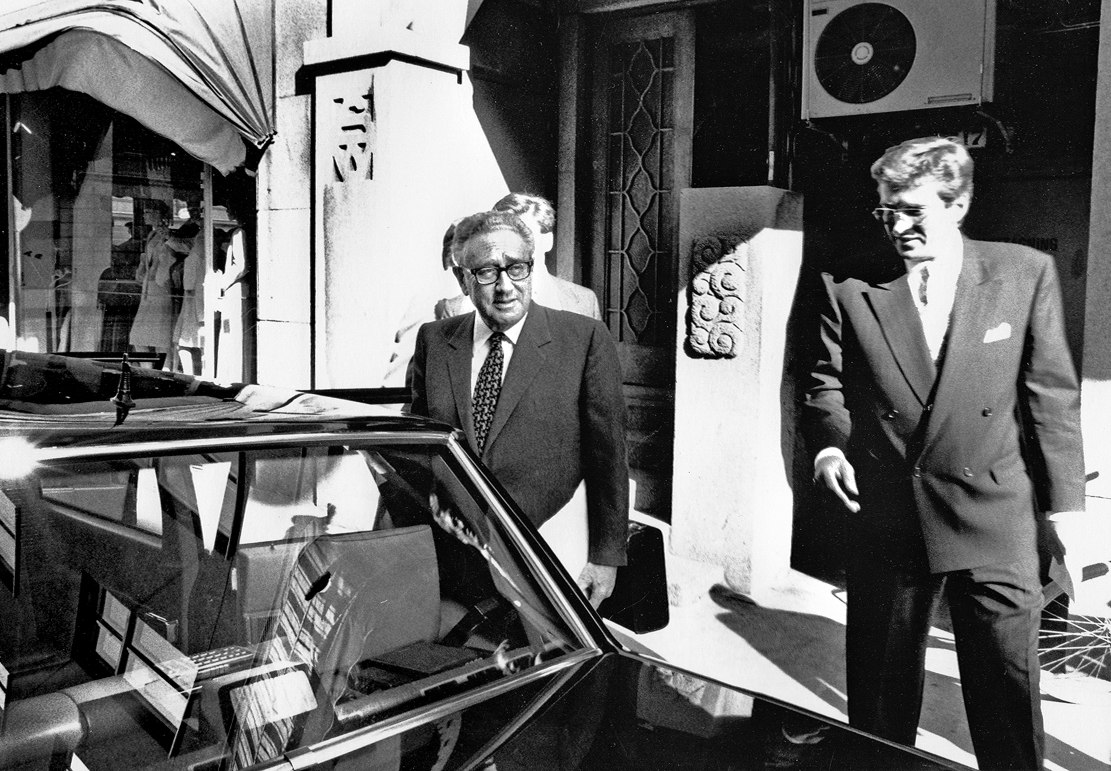
Sydsvenska Dagbladet anordnade ett seminarium i Malmö 1989 och Henry Kissinger var inbjuden som talare. Autonoma rörelsen i Sverige och andra vänsteraktivister demonstrerade vid Hotell Savoys framsida, så Kissinger fick smita ut genom Savoys bakdörr.

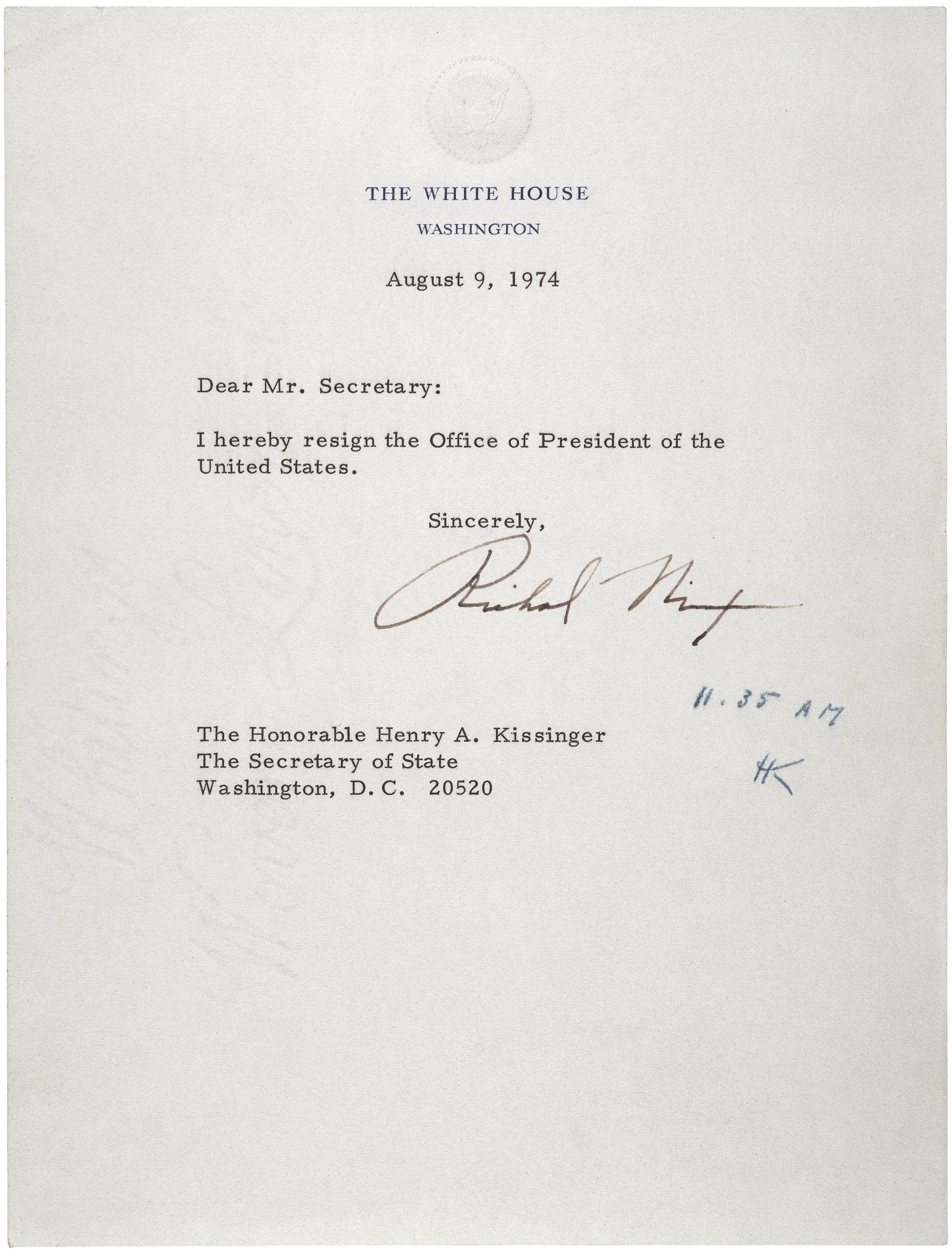
Under sin period som USA:s utrikesminister, fick Kissinger motta Richard Nixons avskedsansökan.

### Tidigt liv och utbildning
Kissinger föddes i en judisk familj i Fürth i Bayern, och var son till läraren Louis Kissinger och hans hustru Paula. År 1938 flydde hans familj till New York i USA på grund av nazisternas judeförföljelser i Tyskland. Familjen bosatte sig i Washington Heights och fadern fick jobb som bokhållare i USA. Kissinger blev amerikansk medborgare den 19 juni 1943 och inkallades i USA:s armé som militärtolk samma år. Under uppväxten spelade Kissinger fotboll i Greuther Fürths ungdomslag  
Kissinger studerade vid Harvard University. Han avlade kandidatexamen i statsvetenskap 1950. Han tillhörde de fem procent bästa i sin avgångsklass och examinerades med summa cum laude. Kissinger fortsatte sedan att studera statsvetenskap på avancerad nivå och avlade masterexamen 1951 samt doktorsexamen 1954 vid Harvard University.

### Politisk karriär
1969 tillträdde Kissinger posten som nationell säkerhetsrådgivare under den nyvalde presidenten Richard Nixon. Under 1971 besökte Kissinger i hemlighet Kina och lade därmed en grund för Nixons besök i Kina 1972.
När Kissinger blev säkerhetsrådgivare pågick Vietnamkriget. Kissingers och Nixons Vietnampolitik blev omstridd. Julbombningarna över Nordvietnam 1972 fick internationell kritik, bland annat av den svenska statsministern Olof Palme. År 1973 undertecknade USA och Nordvietnam ett fredsavtal. För denna insats tilldelades Kissinger Nobels fredspris tillsammans med Le Duc Tho från Nordvietnam, som han tidigare hade förhandlat fredsavtalet med. Le Duc Tho vägrade dock att ta emot priset eftersom krigshandlingarna fortfarande pågick. Fredspriset till Kissinger hör till de mest omdiskuterade. 
Det tidiga 1970-talet präglades av en viss avspänning mellan USA och Sovjetunionen. Ett resultat av detta var toppmötet 1972 mellan Nixon och Leonid Brezjnev, där de två ledarna skrev under ABM-avtalet och förhandlade om SALT II-avtalet. Efter Watergateaffären avgick Nixon som president i augusti 1974 och efterträddes av Gerald Ford, men Kissinger fortsatte som utrikesminister under den nya presidenten.
Efter att Kissinger slutat som utrikesminister 1977 behöll han en central roll som politisk rådgivare och kommentator.
På initiativ av Michael Wallenberg besökte Dr. Henry A Kissinger Sverige 1 december 1987, som huvudtalare vid ett JUSEK symposium om  "Det svenska företagandets internationella beroende" med ca 200 styrelseledamöter och VD:ar från det svenska näringslivet. Bland övriga talare återfanns exempelvis  dåvarande riksbankchefen Bengt Dennis, samt  Electrolux ABs ordförande  Hans Werthén och statssekreteraren Carl-Johan Åberg.